# Kế hoạch Khrulev

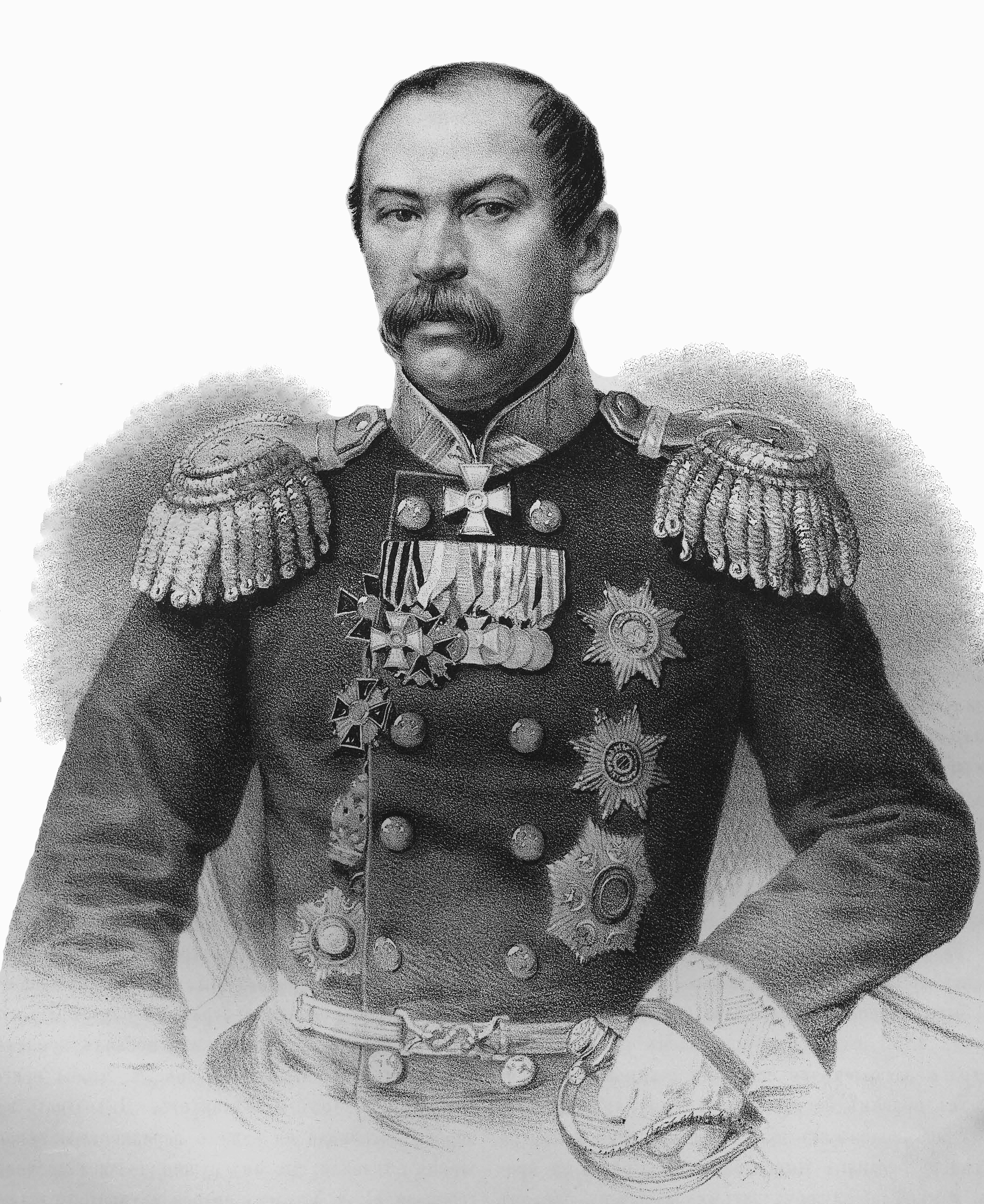
Chân dung Khrulyov vào khoảng năm 1860

Kế hoạch Khrulev là một kế hoạch dự trù của Nga nhằm xâm lược Ấn Độ trong thời gian Chiến tranh Krym, trong đó Nga đang chiến tranh với các nước liên minh gồm Anh, Pháp và đế quốc Ottoman. Kế hoạch được đề xuất vào năm 1855 bởi Tướng Stepan Khrulyov với nội dung chính là mang 30 nghìn quân Nga tấn công Biên giới Tây Bắc của Ấn Độ thuộc Anh ngang qua lãnh thổ Ba Tư và Afghanistan. Phần lớn quân nhân sẽ được tuyển chọn từ các bộ tộc Trung Á, cùng với một lượng nhỏ quân đội chính quy người Nga. Kế hoạch đã không bao giờ được thực hiện.

## Bối cảnh
Nga đang trong tình trạng chiến tranh với đế quốc Ottoman từ năm 1853 và với Anh và Pháp kể từ tháng 3 năm 1854 trong cuộc Chiến tranh Krym. Vào năm 1854, Tướng Nga Alexander Osipovich Duhamel đã đề xuất một cuộc xâm lược Ấn Độ để chuyển hướng bớt quân đội Anh khỏi chiến trường Krym. Kế hoạch hành binh lẽ ra đã triển khai quân Nga băng qua Ba Tư và Afghanistan, nhưng kế hoạch đã bị từ chối do cuộc chiến nặng nề ở Krym khiến Nga phải tập trung lớn mọi nguồn lực vào chiến trường này.

## Kế hoạch
Tướng Stepan Khrulyov là một cựu binh tham gia chiến đấu ở Krym, ông bị thương trong Cuộc vây hãm Sevastopol. Ông quay trở lại Nga và vào năm 1855 đề xuất một kế hoạch mới cho cuộc xâm lược Ấn Độ. Khrulyov cho rằng chỉ có khoảng 25.000 binh sĩ châu Âu trong quân đội thuộc địa và quân chính quy Anh ở Ấn Độ. Phần còn lại của lực lượng Anh và Công ty Đông Ấn bao gồm khoảng 300.000 binh sĩ bản địa người Ấn, do 7.300 sĩ quan Anh chỉ huy. Khrulyov coi yếu tố này của quân đội đế quốc Anh khiến họ dễ tan rã và có thể bỏ chạy nếu các sĩ quan chỉ huy của họ bị giết. Ông cũng cho rằng các lực lượng phòng thủ của Anh dàn trải quá mỏng dọc theo Biên giới Tây Bắc dài 700 dặm (1.100 km) giữa Ấn Độ và Afghanistan. Ông cho rằng một cuộc xâm lược của Nga tiến hành ở đây có thể vẫn không chiếm được Ấn Độ nhưng sự hiện diện mạnh mẽ quân Nga ở Biên giới Tây Bắc sẽ ảnh hưởng đến cán cân quân sự và khiến Anh phải rút bớt quân khỏi Krym trong trường hợp người Ấn Độ nổi dậy. Đề xuất của Khrulyov cũng lưu ý rằng "chúng ta có thể thỏa hiệp với các kẻ thù khác của chúng ta; nhưng việc bọn Anh chống lại chúng ta sẽ làm suy yếu sức mạnh của chúng ta, sẽ không có biện minh nào khiến chúng ta để chúng (nước Anh) yên ổn. Chúng ta phải giải phóng những dân tộc là nguồn gốc cung cấp sức mạnh cho họ (Anh), và cũng là để chứng minh cho thế giới này thấy sức mạnh của Sa hoàng Nga".
Kế hoạch của Khrulyov kêu gọi huy động một lực lượng 30.000 lính. Phần lớn trong số này sẽ huy động từ các bộ tộc có nguồn gốc ở Trung Á, kết hợp với một lượng nhỏ quân đội chính quy của Nga. Điều này sẽ cho phép người Nga thoát khỏi sự bắt bẻ của quốc tế trong trường hợp cuộc xâm lược thất bại. Khrulyov dự định đoàn quân này sẽ tập hợp tại pháo đài cổ Akkala (gần Konye-Urgench, Turkmenistan ngày nay) và tiến quân tới Afghanistan qua lãnh thổ Meshed của Ba Tư (hoặc cách khác là qua Astrabad, Gorgan ngày nay, thuộc Iran). Quân Nga sẽ tiến qua Afghanistan theo tuyến đường Herat, Kandahar và Kabul. Khrulyov đã làm khá sơ sài trong việc lập kế hoạch hậu cần chi tiết. Một sĩ quan Nga là Đại úy Blaremberg đã tham gia vào chiến dịch Ba Tư của Mohammad Shah Qajar chống lại người Afghanistan vào cuối những năm 1830. Dựa trên các báo cáo của Blaremberg, Khrulyov kỳ vọng rằng khu vực này có thể hỗ trợ cho Nga một đội quân hàng chục nghìn người, và ông cũng hy vọng các con đường có thể đi qua sẽ cung ứng nước, gạo, lúa mạch và cừu tại các địa phương. Khrulyov cũng giả định tương tự Duhamel về tiến độ hành quân trung bình hàng ngày là 25 km cho lực lượng xâm lược của Nga và dự đoán họ sẽ tiến đến Herat 35 ngày sau khi rời Akkala.
Kế hoạch của Khrulyov yêu cầu Ba Tư phải đảm bảo sự trung lập của nước này, và Nga có phương cách tránh được các cuộc tấn công của Hãn quốc Khivan, tiểu vương quốc Bukharan và Hãn quốc Kokandian trong các chặng đường tại Trung Á. Khi đến Afghanistan, đoàn quân sẽ cử các phái viên đến Kabul thương lượng Afghanistan hỗ trợ và bắt đầu đào tạo quân lính các bộ tộc cho cuộc chiến chống lại người Anh. Khrulyov nghĩ rằng sự hiện diện của lực lượng Nga sẽ "kích động ác cảm của người Afghanistan đối với người Anh" và "làm lung lay sức mạnh của người Anh ở Ấn Độ". Khrulyov cho rằng người Anh có thể chủ động đánh trước bằng một cuộc xâm lược thông qua tấn công phủ đầu vào Afghanistan nhưng điều này sẽ có lợi cho Nga khi người Afghanistan phẫn nộ, họ sẽ tham gia lực lượng Nga.

## Tác động

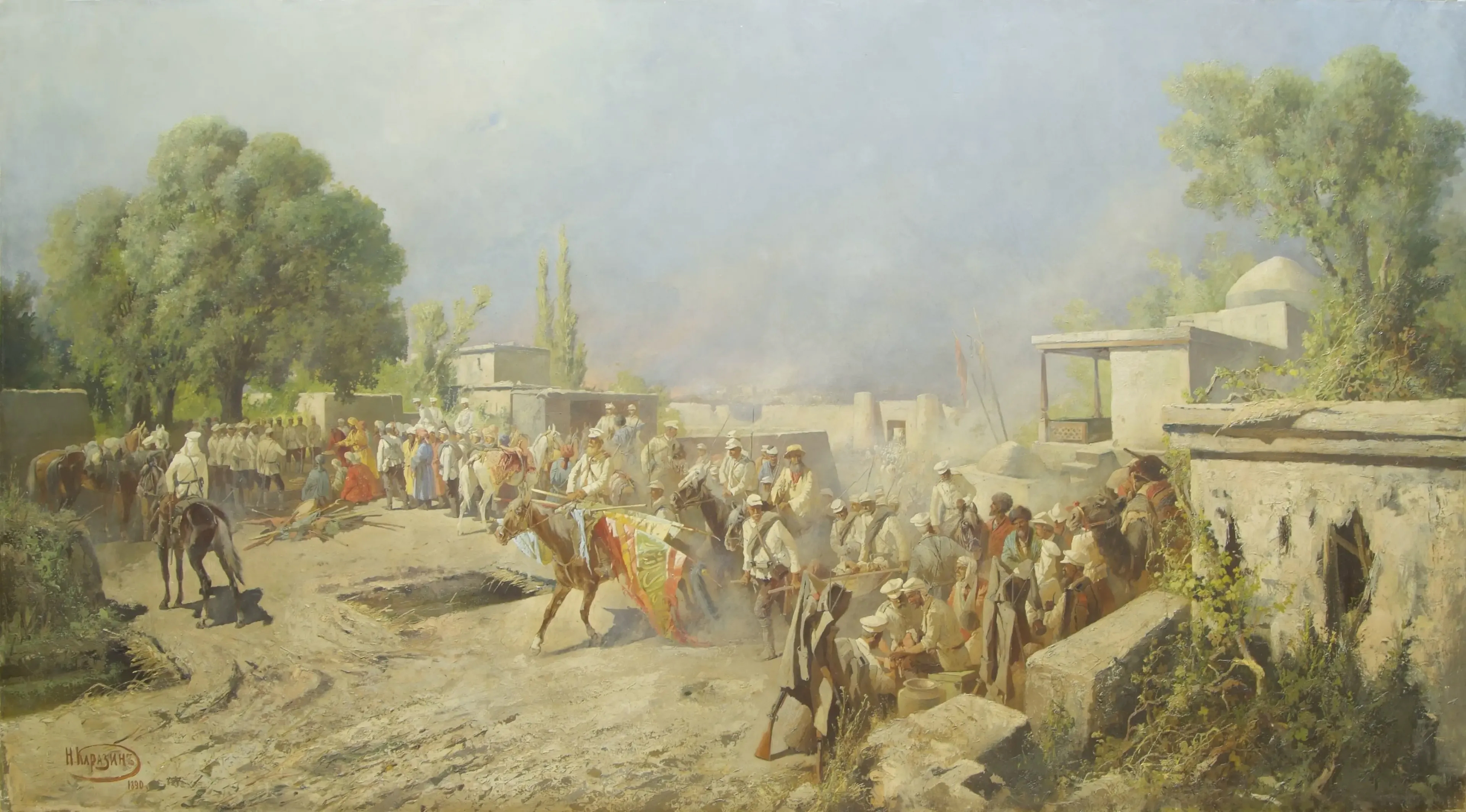
Quân đội Nga chiếm đóng Tashkent, Kokand năm 1865

Kế hoạch Khrulyov không bao giờ được thực hiện và Chiến tranh Krym kết thúc với thất bại chung cuộc của Nga vào năm 1856. Khrulyov và Duhamel đã đúng về nguy cơ nổi dậy của người dân Ấn Độ: Cuộc nổi dậy của Ấn Độ nổ ra tại khu vực đó vào năm 1857. Nga đã không viện trợ cho phe nổi dậy mà thay vào đó tập trung vào việc củng cố địa vị của mình ở Trung Á; Bukhara được sáp nhập vào năm 1868, Khiva vào năm 1873 và Kokand vào năm 1876.